# Realschule Weilheim an der Teck
Die Realschule im Bildungszentrum Wühle (BZ) in Weilheim an der Teck ist eine öffentliche und allgemeinbildende Realschule in der baden-württembergischen Stadt Weilheim an der Teck im Landkreis Esslingen.
Das Einzugsgebiet der Realschule umfasst Schülerinnen und Schüler aus der Stadt Weilheim sowie aus Bissingen, Ochsenwang, Holzmaden und Neidlingen.
Ein kleiner Teil der Schüler stammt auch aus dem Landkreis Göppingen, insbesondere aus Aichelberg und Zell.

## Geschichte
Seit 2022 wurden umfangreiche Modernisierungen durchgeführt, insbesondere im Bereich der Digitalisierung. 
Dazu gehören eine einheitliche IT-Infrastruktur mit interaktiven Whiteboards, renovierte Fachräume sowie die Einführung des pädagogischen Netzwerks IServ.

### Direktoren
- Robin Fehmer: Konrektor (2009–2016), Rektor (seit 2016)[4]; Andre Knaus: Konrektor (seit 2022)[5]
- Winfried Rindle: Rektor (2006–2016)[6]

## Pädagogische Arbeit
Im Schuljahr 2017/18 gründete sich an der Realschule im BZW eine Schülergruppe aus Klassen 8 und 10 mit dem Ziel, die Auszeichnung „Schule ohne Rassismus – Schule mit Courage“ zu erhalten.
Diese setzt sich gegen Diskriminierung, insbesondere Rassismus ein. Ziel ist es, einen Beitrag zu einer gewaltfreien und demokratischen Gesellschaft zu leisten.
Die Realschule im BZW ist eine der über 800 Schulen in Deutschland, die an diesem Projekt teilnehmen.

### BoriS-Berufswahl-SIEGEL
Die Realschule Weilheim Teck erhielt Anfang 2023 das BoriS-Gütesiegel für hervorragende Berufsorientierung, verliehen von der Handwerkskammer Region Stuttgart. Der Fokus der ausgezeichneten Projekte liegt auf dem erfolgreichen Austausch zwischen Schule und Wirtschaft.
Ziel ist es, die Zusammenarbeit beim Übergang von der Schule in den Beruf landesweit zu fördern und zu stärken.

## Schulprofil
Das Förder- und Forderkonzept der Realschule Weilheim Teck ermöglicht es den Schülern, sich mit den Schulsozialarbeitern auszutauschen.
Diese fungieren als Ansprechpartner für Schüler, Eltern und Lehrer und stellen eine wichtige Schnittstelle zwischen allen Beteiligten im „Lebensfeld Schule“ dar.
Die Realschule Weilheim bietet eine Vielzahl von Arbeitsgemeinschaften (AGs), darunter die Bienen-AG, Catering-AG, Koch-AG und MINT-AG.
Weitere AGs umfassen die Schulband, Schulsanitäter, Technik-Tüftler und eine Tanz-AG.

## Förderverein
Seit 1994 unterstützt der Förderverein der Realschule Weilheim Teck Exkursionen, Klassenfahrten und Projekte sowie die Anschaffung spezieller Lehrmittel.